# Реннер, Роберт
Роберт Реннер (словен. Robert Renner; род. 8 марта 1994, Целе, Словения) — словенский легкоатлет, специализирующийся в прыжках с шестом. Бронзовый призёр чемпионата Европы 2016 года. Чемпион Европы среди молодёжи (2015). Чемпион мира среди юношей (2011). Пятикратный чемпион Словении. Участник летних Олимпийских игр 2016 года.

## Биография
Впервые заявил о себе в 2011 году, когда выиграл соревнования по прыжку с шестом на Европейском юношеском олимпийском фестивале и на юношеском чемпионате мира.
В 2013 году установил национальный рекорд для залов (5,62 м) и выступал на чемпионате Европы в помещении, где не смог преодолеть квалификацию.
Выиграл золото молодёжного чемпионата Европы 2015 года с результатом 5,55 м. На чемпионате мира в Пекине в квалификации установил новый рекорд страны (5,70 м), однако в финале взял высоту на 20 сантиметров хуже и остался на 13-м месте.
По итогам 2015 года национальная федерация признала Роберта лучшим легкоатлетом года.
В 2016 году на чемпионате Европы в лучшей попытке взял высоту 5,50 м. Из-за сильного ветра этот результат позволял ему находиться на третьем месте. Судьба медали была в руках действующего рекордсмена мира Рено Лавиллени, который начинал соревнования с 5,75 м, когда остальные участники уже закончили выступления. Француз не смог взять начальную высоту, таким образом, Роберт Реннер стал бронзовым призёром чемпионата Европы (и первым словенским медалистом турнира, начиная с 2006 года).
На Олимпийских играх 2016 года не смог преодолеть квалификацию, показав 22-й результат.
Тренируется под руководством Милана Краньца в легкоатлетическом клубе Kladivar из родного Целе.

## Основные результаты
| Год  | Турнир                          | Место проведения         | Место        | Результат |
| ---- | ------------------------------- | ------------------------ | ------------ | --------- |
| 2011 | Чемпионат мира среди юношей     | Лилль, Франция           | 1-е          | 5,25 м    |
| 2011 | Европейский юношеский фестиваль | Трабзон, Турция          | 1-е          | 5,31 м    |
| 2012 | Чемпионат мира среди юниоров    | Барселона, Испания       | 5-е          | 5,40 м    |
| 2013 | Чемпионат Европы в помещении    | Гётеборг, Швеция         | 16-е (квал.) | 5,50 м    |
| 2015 | Чемпионат Европы в помещении    | Прага, Чехия             | 15-е (квал.) | 5,25 м    |
| 2015 | Чемпионат Европы среди молодёжи | Таллин, Эстония          | 1-е          | 5,55 м    |
| 2015 | Чемпионат мира                  | Пекин, Китай             | 13-е         | 5,50 м    |
| 2016 | Чемпионат Европы                | Амстердам, Нидерланды    | 3-е          | 5,50 м    |
| 2016 | Олимпийские игры                | Рио-де-Жанейро, Бразилия | 22-е (квал.) | 5,45 м    |